# Stephen Hyde
Pour les articles homonymes, voir Hyde.
Stephen Hyde, né le 10 mars 1987, est un coureur cycliste américain, spécialiste du cyclo-cross, membre de l'équipe Cannondale-Cyclocrossworld.com pour le cyclo-cross.

## Palmarès en cyclo-cross
- 2013-2014
  - Charm City Cross #2
- 2014-2015
  - Verge NECXS #3, Northampton
  - Nittany Lion Cross #2
  - Charm City Cross #2
  - Providence CX Festival #2
- 2015-2016
  - KMC Cyclocross Festival #2
  - Trek CX Cup #2
  - Derby City Cup #1
  - Derby City Cup #2
  - 2e du championnat des États-Unis de cyclo-cross
  -  Médaillé de bronze aux championnats panaméricains de cyclo-cross
- 2016-2017
  -  Champion panaméricain de cyclo-cross
  -  Champion des États-Unis de cyclo-cross
  - KMC Cyclo-Cross Festival #1, Providence
  - Charm City Cross #1
  - Charm City Cross #2
  - Cincinnati-KingsCX, Mason
  - The Derby City Cup #1, Louisville
  - The Derby City Cup #2, Louisville
- 2017-2018
  -  Champion panaméricain de cyclo-cross
  -  Champion des États-Unis de cyclo-cross
  - Rochester Cyclocross #1, Rochester
  - Charm City Cross #2, Baltimore
  - Cincinnati Cross @ Devou Park, Covington
  - Harbin Park International, Cincinnati
  - The Derby City Cup, Louisville
- 2018-2019
  -  Champion des États-Unis de cyclo-cross
  - Rochester Cyclocross #1, Rochester
  - Rochester Cyclocross #2, Rochester
  - NBX Gran Prix of Cross #1, Warwick
  - NBX Gran Prix of Cross #2, Warwick
- 2019-2020
  - DCCX #2, Washington DC
  - Silver Goose Cyclocross Festival, Midland
  - 3e du championnat des États-Unis de cyclo-cross

## Palmarès sur route
- 2014
  - 3e de l'Historic Roswell Criterium
- 2015
  - 3e du Wilmington Grand Prix